# Krasnîi Bor, Șatki
Krasnîi Bor (în rusă Красный Бор) este un sat din raionul Șatki, regiunea Nijni Novgorod, Federația Rusă. Este locul mormântului Taniei Saviceva.